# Who Killed the JAMs?
A Who Killed The JAMs? a The KLF második és egyben utolsó albuma, amelyet még Justified Ancients of Mu Mu néven hoztak ki (röviden The JAMs). Stílusában nagyjából megegyezik az 1987 című lemezével, de a sample-ök felhasználásával óvatosabban bántak.
Az album borítóján látható Ford Galaxy már egy előreutalás volt az egyik későbbi projektjükre, a Doctorin' the Tardisra. A lemez hátsó oldalán pedig az 1987 című albumuk betiltását jelképező kép kapott helyet, melyen több ilyen bakelitlemezt dobnak a tűzre.

## Számok listája
1. The Candystore
2. The Candyman
3. Disaster Fund Collection
4. King Boy's Dream
5. The Porpoise Song
6. Prestwitch Prophet's Grin
7. Burn The Bastards